# Testis unus, testis nullus

Testis unus, testis nullus est une expression latine qui signifie littéralement : « Témoin unique, témoin nul. » Souvent employée dans le domaine du droit mais aussi de la critique historique, elle affirme ce principe fondamental : un témoignage unique est sans valeur. On la traduit également par : « Un seul témoin, pas de témoin. »

## Histoire
Cet adage provient du corpus juridique contenu dans la Bible hébraïque, en l'espèce un verset du Deutéronome (Dt 19,15) traduit en latin dans la Vulgate par : « Non stabit testis unus contra aliquem quicquid illud peccati et facinoris fuerit sed in ore duorum aut trium testium stabit omne verbum » (« Un seul témoin ne peut suffire pour convaincre un homme de quelque faute ou délit que ce soit ; quel que soit le délit, c'est au dire de deux ou trois témoins que la cause sera établie »). Par exemple, la Loi exige le témoignage d’au moins deux personnes pour toute condamnation à mort (Nb 35,30 ; Dt 17,6).
Le Nouveau Testament évoque à son tour la nécessité de « au moins deux témoins », en 2Co 13,1 et Mt 18,16.

## Droit et justice
Repris par le droit romain, cité dans le code de Justinien, appliqué par les tribunaux du Moyen Âge chrétien, ce principe reste en vigueur par la suite dans de nombreux pays.

## Critique historique
D'une manière générale, les historiens appliquent la règle du testis unus, testis nullus en estimant qu'un seul témoin ou une seule source ne peuvent être considérés comme fiables. La confrontation des données est l'une des bases du travail de recherche.

## Méthode scientifique
En science, avant de pouvoir affirmer de façon robuste une découverte ou une percée scientifique majeure, il est également capital de pouvoir disposer d'un faisceau de multiples preuves solides et corroborés par des approches différentes et complémentaires :  
"Multiple lines of evidence, multiple lines of reasoning."
Ce qui peut se traduire par : 
« Plusieurs faisceaux de preuves, plusieurs faisceaux de raisonnement. »
Dans le domaine des datations absolues et en archéométrie on retrouve aussi le même adage : 
"One date is no date" ou « Une date, pas de date ».
La robustesse de la preuve scientifique est essentielle comme le résume avec pertinence de façon forte et concise l'astronome Carl Sagan dans un aphorisme désormais célèbre :
"Strong claims require strong evidence."
« Des affirmations fortes nécessitent des preuves solides. »